# Kafra (Aleppo)
Kafra (arab. كفرة) – miejscowość w Syrii, w muhafazie Aleppo. W 2004 roku liczyła 2859 mieszkańców.